# Maryland Cycling Classic 2023
La Maryland Cycling Classic 2023, seconda edizione della corsa, valida come prova di classe 1.Pro dell'UCI ProSeries 2023, si svolse il 3 settembre 2023 su un percorso di 196,9 km con partenza e arrivo a Baltimora, in Maryland, negli Stati Uniti. La vittoria fu appannaggio del danese Mattias Skjelmose, il quale completò il percorso in 4h26'05", alla media di 44,400 km/h, precedendo lo statunitense Neilson Powless e il canadese Hugo Houle.

## Squadre e corridori partecipanti
| N.    | Cod. | Squadra               |
| ----- | ---- | --------------------- |
| 1-7   | IPT  | Israel-Premier Tech   |
| 11-17 | LTK  | Lidl-Trek             |
| 21-27 | EFE  | EF Education-EasyPost |
| 31-37 | JAY  | Team Jayco AlUla      |
| 41-47 | COF  | Cofidis               |
| 51-57 | AST  | Astana Qazaqstan Team |
| 61-67 | HPM  | Human Powered Health  |
| 71-77 | COR  | Corratec Selle Italia |

| N.      | Cod. | Squadra                |
| ------- | ---- | ---------------------- |
| 81-87   | TNN  | Team Novo Nordisk      |
| 91-97   | MED  | Team Medellin-EPM      |
| 101-107 | HBA  | Hagens Berman Axeon    |
| 111-117 | LLA  | L39ION of Los Angeles  |
| 121-127 | PEC  | Project Echelon Racing |
| 131-137 | TOR  | Toronto Hustle         |
| 141-147 | TSL  | Team Skyline           |
| 151-157 | USA  | Stati Uniti            |

## Ordine d'arrivo (Top 10)
| Pos. | Corridore         | Squadra | Tempo    |
| ---- | ----------------- | ------- | -------- |
| 1    | Mattias Skjelmose | Lidl    | 4h26'05" |
| 2    | Neilson Powless   | EF      | a 2'20"  |
| 3    | Hugo Houle        | Israel  | s.t.     |
| 4    | Lucas Hamilton    | Jayco   | s.t.     |
| 5    | Toms Skujiņš      | Lidl    | a 2'56"  |
| 6    | Mikkel Honoré     | EF      | a 4'54"  |
| 7    | Scott McGill      | Human   | a 4'56"  |
| 8    | Alexandre Balmer  | Jayco   | a 5'00"  |
| 9    | Riley Sheenan     | Israel  | a 5'04"  |
| 10   | Eder Frayre       | L39ION  | s.t.     |